# ولی ویو، شهرستان ویچیتا، تگزاس
ولی ویو، شهرستان ویچیتا، تگزاس (به انگلیسی: Valley View, Wichita County, Texas) یک منطقهٔ مسکونی در ایالات متحده آمریکا است که در شهرستان ویچیتا، تگزاس واقع شده‌است.

## خصوصیات
ولی ویو ۳۰۶٫۹۴ متر بالاتر از سطح دریا واقع شده‌است.